# Чемпионат Беларуси по международным шашкам среди женщин
Чемпионат Белоруссии по международным шашкам среди женщин — ежегодный турнир по шашкам.  С 1975 по 1991 годы проводился под названием Чемпионат Белорусской ССР. Первой чемпионкой стала Людмила Сохненко. Самая титулованная — Ирина Пашкевич (17 титулов).

## Призёры
| Год  | 1                   | 2                   | 3                  |
| ---- | ------------------- | ------------------- | ------------------ |
| 1975 | Людмила Ильина      | Ольга Герловская    | Мария Личко        |
| 1976 | Людмила Сохненко    |                     |                    |
| 1977 | Людмила Сохненко    |                     |                    |
| 1978 | Ирина Пашкевич      |                     |                    |
| 1979 | Ирина Пашкевич      |                     |                    |
| 1980 | Ирина Пашкевич      |                     |                    |
| 1981 | Ирина Пашкевич      |                     |                    |
| 1982 | Зоя Садовская       |                     |                    |
| 1983 | Ирина Пашкевич      |                     |                    |
| 1984 | Елена Альтшуль      |                     |                    |
| 1985 | Зоя Садовская       |                     |                    |
| 1986 | Ольга Камышлеева    |                     |                    |
| 1987 | Елена Альтшуль      |                     |                    |
| 1988 | Ольга Садовская     | Елизавета Пинхасик  | Татьяна Балякина   |
| 1989 | Татьяна Балякина    |                     |                    |
| 1990 | Ирина Пашкевич      |                     |                    |
| 1991 | Алла Хоруженко      |                     |                    |
| 1992 | Ирина Пашкевич      |                     |                    |
| 1993 | Ольга Камышлеева    |                     |                    |
| 1994 | Татьяна Балякина    |                     |                    |
| 1995 | Ирина Пашкевич      |                     |                    |
| 1996 | Ольга Камышлеева    | Ирина Пашкевич      | Людмила Волкова    |
| 1997 | Людмила Волкова     |                     |                    |
| 1998 | Людмила Волкова     |                     |                    |
| 1999 | Ирина Пашкевич      |                     |                    |
| 2000 | Ирина Пашкевич      |                     |                    |
| 2001 | Наталья Герасимович |                     |                    |
| 2002 | Ирина Пашкевич      |                     |                    |
| 2003 | Ирина Пашкевич      |                     |                    |
| 2004 | Ирина Пашкевич      |                     |                    |
| 2005 | Марина Розаева      |                     |                    |
| 2006 | Ирина Пашкевич      |                     |                    |
| 2007 | Ирина Пашкевич      |                     |                    |
| 2008 | Ирина Пашкевич      | Наталья Герасимович | Ольга Садовская    |
| 2009 | Ольга Федорович     | Ирина Пашкевич      | Дарья Федорович    |
| 2010 | Ирина Пашкевич      | Ольга Федорович     | Дарья Федорович    |
| 2011 | Ольга Федорович     | Вера Хващинская     | Дарья Федорович    |
| 2012 | Дарья Федорович     | Ольга Федорович     | Ирина Пашкевич     |
| 2013 | Ольга Садовская     | Ольга Федорович     | Ирина Пашкевич     |
| 2014 | Александра Спирина  | Вера Хващинская     | Ольга Федорович    |
| 2015 | Ольга Федорович     | Вера Хващинская     | Дарья Федорович    |
| 2016 | Дарья Федорович     | Ольга Федорович     | Вера Хващинская    |
| 2017 | Вера Хващинская     | Ольга Федорович     | Полина Петрусёва   |
| 2018 | Яна Якубович        | Ольга Федорович     | Дарья Федорович    |
| 2019 | Ольга Федорович     | Виктория Николаева  | Дарья Федорович    |
| 2020 | Ольга Федорович     | Виктория Николаева  | Дарья Федорович    |
| 2021 | Ольга Федорович     | Виктория Николаева  | Полина Петрусёва   |
| 2022 | Виктория Николаева  | Полина Петрусёва    | Анастасия Сакалова |
| 2023 | Виктория Николаева  | Полина Петрусёва    | Вера Хващинская    |
| 2024 | Виктория Николаева  | Полина Петрусёва    | Евгения Швед       |
| 2025 | Виктория Николаева  | Полина Петрусёва    | Евгения Швед       |